# Veluwehal

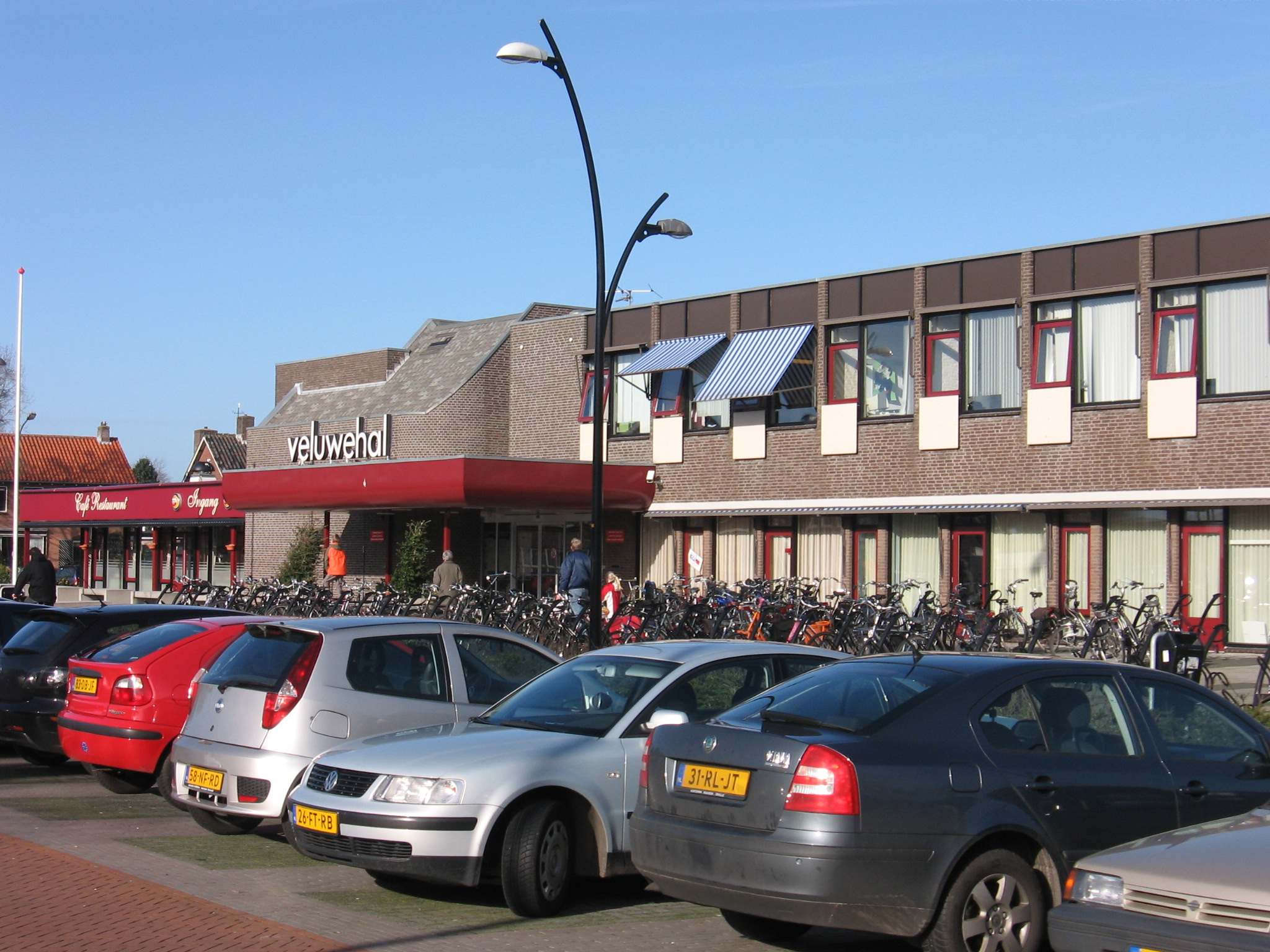
De Veluwehal

De Veluwehal is een evenementenhal en cultureel centrum in het centrum van Barneveld. Er bevinden zich onder meer een bowlingcentrum, een sporthalcomplex, een zwembad, een muziekschool en een partycentrum.

## Geschiedenis
De huidige Veluwehal werd geopend op 29 september 1980. Het betrof hier een volledige herbouw, nadat de oude Veluwehal was afgebrand op 3 april 1977. Deze was pas sinds 6 december 1972 geopend, nadat het gebouw was omgebouwd van een markthal voor pluimvee tot onder andere een zwembad en sporthalcomplex.